# Giovanni Sabelli
Giovanni Sabelli (Napoli, 23 settembre 1886 – Bainsizza, 25 ottobre 1917) è stato un aviatore e militare italiano, che fu un pluridecorato asso  dell'aviazione da caccia italiana nel corso della prima guerra mondiale.

## Biografia
Nacque a Napoli il 23 settembre 1886, da una famiglia benestante, studiò ingegneria a New York, ma appassionatosi al mondo dell'aviazione frequentò il corso di pilotaggio a Brooklands, Gran Bretagna, divenendo pilota su velivolo Bristol. Il brevetto gli fu rilasciato dal Royal Air Club inglese il 30 gennaio 1912.  Durante la prima guerra dei Balcani si offrì come volontario arruolandosi nella Reale Aviazione bulgara per combattere contro i turchi. Durante il periodo trascorso al servizio della Bulgaria si conquistò la fama di essere uno degli organizzatori dello sforzo aeronautico bulgaro contro l'Impero ottomano.

### La prima guerra mondiale
Quando il Regno d'Italia entrò in guerra contro l'Austria-Ungheria, il 24 maggio 1915, si arruolò volontario nel Regio Esercito per prestare servizio militare come sottotenente della riserva del genio. Anche se era già un pilota veterano in possesso di regolare licenza, dovette superare nuovi esami di volo per prestare servizio nel battaglione aviatori. Conseguì il brevetto di pilota militare nell'agosto dello stesso anno volando a bordo di un Aviatik B.I. Dopo essere stato assegnato al servizio attivo il 30 agosto, effettuò alcuni voli di familiarizzazione per la difesa aerea dell'Adriatico prima di essere inviato in Francia per addestrarsi sui caccia Nieuport Ni.11 Bebé verso la metà del mese di ottobre. Ritornato in Italia fu mandato in zona di combattimento il 1º febbraio 1916, prestando servizio nella 2ª Squadriglia caccia. Pur non conseguendo alcuna vittoria aerea, per il suo valore fu decorato di Medaglia d'argento al valor militare. Mentre era in forza alla 2ª Squadriglia prestò temporaneamente servizio come pilota collaudatore di velivoli Nieuport sull'campo d'aviazione della Malpensa, tra il 29 maggio e il 2 luglio 1915.
Dal mese di aprile 1916 è pilota della 34ª Squadriglia Farman per la Campagna di Albania.
Il 9 settembre 1916, fu promosso al grado di tenente pilota.
Nel mese di settembre fu trasferito come comandante della Sezione difesa Nieuport (futuro nucleo della 85ª Squadriglia). Desideroso di entrare in combattimento presentò richiesta di rientrare in Italia, rivolgendosi esplicitamente a Francesco Baracca. Il 23 marzo del 1917 Baracca gli comunicò che il suo ritorno in Italia era da considerarsi ormai imminente. L'ordine di trasferimento gli arrivò in aprile, ed egli effettuò il viaggio di ritorno dall'Albania all'Italia in solo 22 ore. Raggiunse il suo vecchio reparto, ora denominato 71ª Squadriglia, ma vi rimase solo per pochi giorni. Il 9 maggio venne trasferito alla 91ª Squadriglia aeroplani da caccia, su richiesta dello stesso Baracca, che stava costituendo un reparto da caccia formato dai migliori piloti italiani, ma vi arrivò solamente il 23 giugno. In compagnia di Michele Allasia, conseguì la sua prima vittoria aerea il 10 agosto 1917, abbattendo un Hansa-Brandenburg C.I. Il 6 settembre si lanciò contro un Hansa-Brandenburg C.I, portando un attacco così impetuoso che quasi entrò in collisione con l'aereo di Baracca. Il velivolo austro-ungarico precipitò al suolo sul Monte Sabotino, causando la morte del mitragliere osservatore Oblt. Béla Gerey e il ferimento del pilota Zgsf. Stefan Morth della Flik 34, si trattava della sua seconda vittoria. Il 17 settembre il suo migliore amico Ferruccio Ranza si unì a lui per abbattere un nuovo aereo, appartenente alla Flik 35 austro-ungarica. Il cui equipaggio rimase ucciso. Il 29 settembre conseguì, assieme a Giorgio Pessi e Cosimo Rizzotto, la sua quinta vittoria, abbattendo un aereo austro-ungarico il cui equipaggio rimase ucciso. Per questa impresa gli fu assegnata una seconda medaglia d'argento al valor militare.

### La morte in combattimento
Il 25 ottobre 1917 stava volando come gregario di Pier Ruggero Piccio nelle vicinanze del teatro della battaglia di Caporetto. Piccio attaccò un aereo biposto austro-ungarico quando la mitragliatrice si inceppò. Sabelli prese immediatamente il suo posto, ma mentre era impegnato nel combattimento non si avvide dell'arrivo di una pattuglia di caccia nemici che lo sorpresero alle spalle. Il suo aereo precipitò sulla Bainsizza lasciando una scia di fumo, ma causa dell'infuriare dei combattimenti nella zona il suo corpo non fu mai ritrovato. Ferruccio Ranza onorò la memoria del suo amico adottandone l'insegna, e facendola dipingere sul suo SPAD S.VII.

### Fonti
1. 1 2 3 4 5 6  Maisto 1948, p. 80.
2. 1 2 3 4  Franks 2000, p. 159.
3. 1 2 3 4 5 6 7 8  Varriale 2009, pp. 92-93.
4. 1 2  Franks 2000, pp. 80-81.
5. ↑  Sul suo velivolo, uno SPAD S.VII, Sabelli aveva dipinto come insegna una scala.